# Pistóxeno
Pistóxeno (en griego antiguo: Πιστόξενος, traducido "fiel extranjero") fue un alfarero griego que trabajó en Atenas en la primera mitad del siglo V a. C. Se conocen siete esquifos y una copa con su firma. Trabajó en su taller con varios pintores importantes del estilo de figuras rojas, entre ellos el Pintor de Pistóxeno, llamado así por su cerámica, el Pintor de Sirisco, el Pintor P.S. y Epicteto.
Basándose en la firma Πιστοχσενος Συρισκος εποιεσεν sobre dos escifos, Martin Robertson ha planteado la teoría de que el alfarero y el Pintor de Sirisco (traducido "pequeño sirio", fuera la misma persona que el Pintor de Copenhague) dejó de pintar con el nombre de Pistóxeno y trabajó solo como alfarero.

## Vasos firmados
- Londres, Museo Británico E 139. Esquifo. Epicteto.
- Florencia, Museo Arqueológico 2 B 2. Fragmento de un esquifo.
- Bruselas, Musées Royaux d'Art et d'Histoire A 11. Esquifo. Pintor de Sirisco.
- París, Louvre C 108118. Esquifo. Pintor de Sirisco.
- Schwerin, Museo Estatal 708. Esquifo. Pintor de Pistóxeno.
- Ehemals Capranesi. Copa (desaparecida).
- Whitby, Castillo de Mulgrave, Colección de Lord Normanby. Copa. Pintor P.S.
- Whitby, Castillo de Mulgrave, Colección de Lord Normanby. Esquifo. Pintor P.S.